# Soran Ismail
Soran Ismail, född 3 december 1987 i Iran, är en svensk komiker, programledare och skribent.

## Biografi
Soran Ismail, som är av irakisk-kurdisk härkomst, föddes i Iran under föräldrarnas flykt från Irak och kom sedan via fängelse i Syrien till Sverige i september 1988. Han bodde på olika orter i Sverige men hamnade sedan i Knivsta utanför Uppsala där han bodde större delen av sin uppväxt. Han har sedan 18 års ålder ägnat sig åt ståuppkomik.

### Ståuppkomiker
Soran Ismails karriär som komiker tog sin början efter att han som 18-åring vunnit stand up-tävlingen BungyComedy 2005. Tre år senare, under hösten 2008, turnerade han tillsammans med komikerna Özz Nûjen, Björn Gustafsson och Måns Möller. År 2010 åkte Ismail ut på sin första soloturné "Soran Ismails underbara resa genom Sverige", som då främst vände sig till studenter och högskolor. Efter att denna turné gjort succé drog han 2011 ut på en andra turné med namnet "Resan fortsätter". År 2013 släpptes dessa två shower även på DVD. Hösten 2013 åkte Soran Ismail och komikerkollegan Magnus Betnér ut på den kritikerrosade turnén "En skam för Sverige" som gjorde en sådan succé att den fortsatte fram till december 2014. Turnén blev även tilldelad priset "Årets föreställning" vid Svenska Stand up-galan 2014. Framgången med föreställningen ledde till "En skam för Sverige 2" och en ny turné under 2016 och 2017 där de häcklar politik, fördomar, religion, pk-ängslighet, medier och Facebook-människor.

### Radio, TV och poddradio
Våren 2008 medverkade Soran Ismail i radioprogrammet Eru Edgy som sändes på P3, vilket var hans mediala debut. I mars samma år gjorde han TV-debut i humorprogrammet Parlamentet, som dess yngste medverkande någonsin. I september 2010 startade han podden "Till Slut Kommer Någon Att Skratta", även känd som "TSKNAS", tillsammans med Petter Bristav och Aron Flam. I december 2017 meddelade Bristav att podden skulle läggas ner. Sista avsnittet, av de totalt 368 stycken, släpptes 24 oktober 2017. 
Sommaren 2012 var han sommarpratare i Sommar i P1, och i december samma år var han även vinterpratare i Vinter i P1. I januari 2013 ledde Ismail galan P3 Guld i Göteborg tillsammans med Martina Thun, och samma år började han som programledare för Morgonpasset i P3 efter att tidigare år ofta medverkat som gäst.
I februari 2014 meddelade Sveriges Radio att Ismail inte fick deltaga i Morgonpasset i P3 fram till efter stundande riksdagsval. Anledningen var att han ville fortsätta debattera partipolitiskt, något som Sveriges Radio-medarbetare inte ska göra fram till efter valet. I september 2014 återinträdde han i Sveriges Radio och Morgonpasset.
Under en del av 2014 var Ismail kolumnist vid Svenska Dagbladet.
I september 2017 gav han ut den självbiografiskt reflekterande boken Absolut svensk En ID-handling i samarbete med medförfattaren Jonas Steken Magnusson.

### Järnrörsskandalen
I november 2012 blev Ismail aktuell genom en film som tagits med mobilkamera publicerades av Expressen. I filmen visas en diskussion som ägde rum på Kungsgatan i Stockholm mellan Ismail och tre ledande sverigedemokratiska politiker: Erik Almqvist, Kent Ekeroth och Christian Westling. Nyheten om denna händelse ledde till att Almqvist fick lämna sina uppdrag i partiet och Ekeroth tog en timeout, eftersom de hade uttryckt grovt kränkande och rasistiska åsikter, något som stred mot partiets policy om nolltolerans mot rasism i partiet. Händelserna kom att kallas järnrörsskandalen.

### #MeToo-rörelsen 2017
I samband med metoo-rörelsen hösten 2017 polisanmäldes Ismail för flera fall av våldtäkt, sexuellt ofredande och köp av sexuell tjänst. En av anmälningarna ledde till en förundersökning som lades ner i maj 2018. Anmälningarna gjorde att han tog en paus från sin offentliga karriär och istället inledde studier på psykologprogrammet. Han meddelade i januari 2020 att han inte utesluter att återuppta sin tidigare verksamhet med standup, poddande och föreläsande, men att han vill avvakta utgången av pågående processer.
I mars 2020 dömdes en kvinna, som berättat på sociala medier att hon utsatts för övergrepp av Ismail, för grovt förtal till villkorlig dom och dagsböter, samt att betala skadestånd till Soran Ismail på 50 000 kronor.
I april 2021 visade SVT dokumentärserien "Persona non grata – Soran Ismail" i två delar.  Serien belyser Ismails och några manliga komikerkollegors perspektiv och frågeställningar omkring den inte ovanliga samhälleliga situationen med icke rättsligt prövade anklagelser om sexuella övergrepp och den sexualiserade miljön omkring mycket av branschen. Såväl programserien som innehållet väckte olika starka reaktioner och förnyad samhällsdebatt, inte minst efter ett uppmärksammat kritiskt Instagram-inlägg av komikern Bianca Kronlöf.

## Familj
Ismail är far till två barn födda 2014 och 2020.

## Utmärkelser
- Nybörjartävlingen i standup, BungyComedy[1]
- Sveriges 78:e mäktigaste person, enligt tidningen Fokus.[39]
- Svensk socialpolitisk förenings hederspris.[40]
- Svenska FN-förbundets pris för mänskliga rättigheter.[41]
- Läkerols pris "Voice of the year"[42]
- Pris från Veckorevyns Blog awards som "Årets opinionsbildare"[43]
- Sveriges 8:e bäst klädda man 2014, enligt tidningen Café.[44]
- Teskedsordens stipendium på 50 000 kronor 2017.[45]

## TV- och radiomedverkan (i urval)
- Parlamentet - 2007–2011, 2014–2017
- Extra! Extra! - 2008
- Reklam för Nollrasismveckan på TV4 - 2008
- Fredag hela veckan - 2008
- Tack gode gud! - 2008
- Pryo-elev på Vinnare V75 - 2009
- Roast på Berns - 2009
- Raw Comedy Club - 2009
- VAKNA! med The Voice - 2008
- Morgonpasset - 2010
- Musikhjälpen - 2010
- Gustafsson 3 tr - 2011
- Sommar i P1 - 2012
- Vinter i P1 - 2012
- Hübinette - 2012
- Hårdvinklat - 2014
- Absolut svensk[46] - 2015
- Sorans krig[47] - 2017